# Robin Roefs
Robin Roefs (Heeswijk, 17 januari 2003) is een Nederlands voetballer, die speelt als doelman. Hij verruilde in de zomer van 2025 N.E.C., waar hij debuteerde in het profvoetbal, voor Sunderland.

## Carrière

### Jeugd
Roefs begon te voetballen bij VV Heeswijk waarna hij werd gescout door N.E.C.. Hij volgde onderwijs op de SSgN in Nijmegen. In september 2023 verlengde Roefs zijn contract tot 2028 bij N.E.C. Naast zijn profcarrière is Roefs geruime tijd als keeperstrainer actief geweest bij VV Heeswijk.

### N.E.C.
Op 24 september 2023 maakte Roefs zijn profdebuut bij N.E.C. In de met 3–0 gewonnen thuiswedstrijd tegen FC Utrecht werd Roefs in de 31'ste minuut ingebracht voor de geblesseerd geraakte Jasper Cillessen. Een week later volgde zijn basisdebuut in de derby tegen Vitesse. Hij speelde hierna nog twee competitiewedstrijden, waarna Cillessen terugkeerde als eerste doelman. Roefs werd gekozen als doelman in de wedstrijden voor de KNVB beker, enkel in de finale tegen Feyenoord moest hij weer plaats maken voor Cillessen.
In het seizoen 2024/25 werd Roefs aangesteld als eerste doelman van N.E.C., als opvolger van de naar UD Las Palmas vertrokken Jasper Cillessen. Trainer Rogier Meijer verkoos Roefs, na een aantal oefenwedstrijden boven Stijn van Gassel. Hij wist dat seizoen tien keer de nul te houden in 32 competitiewedstrijden en eindigde met N.E.C. als achtste in de Eredivisie. Hij speelde in totaal 42 wedstrijden voor N.E.C.

### Sunderland
In 2025 verruilde Roefs N.E.C. voor Sunderland AFC. Meerdere clubs, waaronder Ajax, Napoli en West Ham United, toonden interesse in de doelman, maar uiteindelijk werd hij verkocht aan Sunderland. De club uit Sunderland bood 10,5 miljoen euro oplopend met drie miljoen aan bonussen. N.E.C. wist ook ook een doorverkooppercentage te bedingen. Roefs werd met deze transfer de duurste uitgaande transfer in de geschiedenis van N.E.C.. Op 16 september maakte hij tijdens de seizoenstart zijn debuut voor Sunderland tegen West Ham United, dat met 3-0 verslagen werd.

## Clubstatistieken
| Seizoen | Club       | Competitie     | Competitie | Competitie | Beker | Beker | Overig | Overig | Totaal | Totaal |
| Seizoen | Club       | Competitie     | Wed.       | Dlp.       | Wed.  | Dlp.  | Dlp.   | Dlp.   | Wed.   | Dlp.   |
| ------- | ---------- | -------------- | ---------- | ---------- | ----- | ----- | ------ | ------ | ------ | ------ |
| 2019/20 | N.E.C.     | Eerste divisie | 0          | 0          | 0     | 0     | –      | –      | 0      | 0      |
| 2020/21 | N.E.C.     | Eerste divisie | 0          | 0          | 0     | 0     | –      | –      | 0      | 0      |
| 2021/22 | N.E.C.     | Eredivisie     | 0          | 0          | 0     | 0     | –      | –      | 0      | 0      |
| 2022/23 | N.E.C.     | Eredivisie     | 0          | 0          | 0     | 0     | –      | –      | 0      | 0      |
| 2023/24 | N.E.C.     | Eredivisie     | 5          | 0          | 4     | 0     | –      | –      | 9      | 0      |
| 2024/25 | N.E.C.     | Eredivisie     | 32         | 0          | 0     | 0     | 1      | 0      | 33     | 0      |
| 2025/26 | Sunderland | Premier League | 1          | 0          | 0     | 0     | 0      | 0      | 1      | 0      |
| Totaal  | Totaal     | Totaal         | 38         | 0          | 4     | 0     | 1      | 0      | 43     | 0      |

Bijgewerkt t/m 20 augustus 2025.

## Interlandcarrière
Roefs speelde jeugdinterlands voor de elftallen van Nederland onder 16, onder 17 en onder 19. Hij maakte in maart 2024 zijn debuut voor Jong Oranje. Hij werd opgenomen in de selectie voor het Europees kampioenschap onder 21 in de zomer van 2025. Hij speelde in alle wedstrijden op dit kampioenschap mee, maar werd met zijn teamgenoten in de halve finale tegen de latere winnaar Engeland met 2-1 verslagen.